# Alexandru Epureanu
Alexandru Epureanu (født 27. september 1986) er en moldovisk professionel fodboldspiller, som spiller for Süper Lig-klubben İstanbul Başakşehir og Moldovas landshold.

## Klubkarriere

### Klubber i Moldova
Epureanu begyndte sin karriere i Zimbru Chișinău i 2002. Han skiftede til Sheriff Tiraspol i 2004.

### Klubber i Rusland
Epureanu skiftede i januar 2007 til FC Moskva. 
Han skiftede til Dynamo Moskva i 2010. I løbet af sin tid i Dynamo Moskva havde han lejeaftaler til Krilja Sovetov og Ansji Makhatjkala. Han skiftede kortvarigt permanent til Ansji i 2014.

### İstanbul Başakşehir
Epureanu skiftede i juli 2014 til İstanbul Başakşehir. Epureanu var del af holdet som vandt det tyrkiske mesterskab i 2019-20 sæsonen.

## Landsholdskarriere

### Ungdomslandshold
Epureanu har spillet på flere af Moldovas ungdomslandshold.

### Seniorlandshold
Epureanu gjorde debut for seniorlandsholdet den 6. september 2006.
Epureanu holder rekorden for flest kampe for Moldovas landshold, og blev den 31. marts 2021 den første spiller til at spille 100 kampe for Moldovas landshold nogensinde.

## Titler
Zimbru Chișinău
- Cupa Moldovei: 1 (2003-04)

Sheriff Tiraspol
- Divizia Națională: 2 (2004-05, 2005-06)
- Cupa Moldovei: 1 (2005-06)
- Supercupa Moldovei: 1 (2005)

İstanbul Başakşehir
- Süper Lig: 1 (2019-20)

Individuelle
- Årets spiller i Moldova: 5 (2007, 2009, 2010, 2012, 2018)